# Ташлияр
Ташлия́р (тат. Ташлыяр) — село в Муслюмовском районе Республики Татарстан, в составе Тойгильдинского сельского поселения.

## Этимология названия
Топоним произошел от татарского слова «ташлы» (каменный) и оронимического термина «яр» (берег, яр).

## География
Село находится на реке Мелля, в 17 км к юго-западу от районного центра, села Муслюмово.

## История
Село основано в первой половине XVIII века во владениях министра внутренних дел А.М.Горчакова.
До 1861 года жители относились к категориям башкир-вотчинников и тептярей. Их основные занятия в этот период – земледелие и скотоводство, был распространен плотничный промысел.
В период Крестьянской войны 1773–1775 годов жители активно выступили на стороне повстанческой армии Е.И.Пугачёва.
В «Списке населенных мест по сведениям 1870 года», изданном в 1877 году, населённый пункт упомянут как деревня Ташлияр 2-го стана Мензелинского уезда Уфимской губернии. Располагалась при речке Менле, на просёлочной дороге из Мензелинска в Бугульму, в 55 верстах от уездного города Мензелинска и в 13 верстах от становой квартиры в селе Александровское (Кармалы). В деревне, в 94 дворах жили 340 человек (271 мужчина и 257 женщин, татары), были мечеть, училище, водяная мельница. Жители занимались земледелием, скотоводством, плотничеством.
По сведениям начала XX века, в селе функционировали мечеть, медресе, мектеб, водяная мельница, конная хлебообдирка, хлебозапасный магазин, 3 бакалейные лавки.
До 1920 года село входило в Александро-Кармалинскую волость Мензелинского уезда Уфимской губернии. С 1920 года в составе Мензелинского, с 1921 года – Челнинского кантонов ТАССР. 
В 1922 году в селе открыта начальная школа. В 1930 году в селе организован колхоз «Марс».
С 10 августа 1930 года – в Муслюмовском, с 1 февраля 1963 года – в Сармановском, с 12 января 1965 года в Муслюмовском районах.

## Население
| 1816 | 1834 | 1858 | 1870 | 1884 | 1897 | 1906 | 1920 | 1926 | 1938 | 1949 | 1958 | 1970 | 1979 | 1989 | 2002 | 2010 | 2017 |
| ---- | ---- | ---- | ---- | ---- | ---- | ---- | ---- | ---- | ---- | ---- | ---- | ---- | ---- | ---- | ---- | ---- | ---- |
| 142  | 361  | 480  | 528  | 604  | 823  | 848  | 986  | 757  | 800  | 758  | 618  | 730  | 620  | 479  | 437  | 439  | 364  |

Национальный состав села: татары.

## Экономика
Жители занимаются полеводством, мясо-молочным скотоводством.

## Объекты образования, медицины и культуры
В селе действуют средняя и начальная школа, детский сад (с 1984 года), дом культуры, библиотека (открыта в 1930-е годы как изба-читальня), фельдшерско-акушерский пункт.

## Религиозные объекты
Мечеть (с 1999 года).